# 陳椿 (明朝)
陳椿（1498年—？），字子年，號西江，直隸蘇州府長洲縣民籍，吳江縣人，明朝政治人物。

## 生平
嘉靖七年（1528年）戊子科應天府鄉試第七十五名舉人。嘉靖十四年（1535年）中式乙未科會試第九十名，登第二甲第六十三名進士。授刑部主事，历官刑部郎中，擢湖廣荆州知府，未赴任，以终养归。

## 家族
曾祖陳珪，義官；祖父陳銓；父陳澐，號希原，醫學訓科，封刑部主事。母顧氏。具庆下。